# Гурунтум
Гурунтум (также гурунтум-мбаару, гурдунг; англ. guruntum-mbaaru, gurdung, guruntum; самоназвание: gùrduŋ) — один из языков западночадской ветви чадской семьи.
Распространён в центральных районах Нигерии. Представляет собой группу диалектов (доока, гар, гайяр, каракара и других), зачастую размещённых разрозненными ареалами. Численность говорящих — порядка 15 000 человек (1993). Язык бесписьменный.

## Классификация
Во всех классификациях язык гурунтум включается в западный ареал чадских языков, противопоставленный центральному и восточному ареалам. Вместе с близкородственными языками джу, зангвал и тала он образует подгруппу языков гурунтум. В рамках западночадской ветви данная подгруппа включена в таксоны более высокого уровня, имеющие разные обозначения в каждой из классификаций.
Согласно классификации чадских языков, опубликованной в работе С. А. Бурлак и С. А. Старостина «Сравнительно-историческое языкознание», язык гурунтум вместе с языками боггом (буррум), геджи-гйанзи, були, джими, зар (сайанчи), сигиди, барава и многими другими входит в группу южные баучи подветви баучи-баде.
По классификации, представленной в справочнике языков мира Ethnologue, гурунтум (или гурунтум-мбаару) в числе прочих языков подгруппы гурунтум включён в группу B3 подветви B.
В классификации афразийских языков британского лингвиста Роджера Бленча гурунтум (или гурунтум-мбаару) вместе с остальными языками подгруппы гурунтум (джу, зангвал и тала) входит в группу заар подветви B.
Чешский лингвист Вацлав Блажек относит подгруппу, включающую языки гурунтум, зангвал, шо, джими и тала, к группе южных баучи.

## Лингвогеография

### Ареал и численность
Область распространения языка гурунтум размещена в центральных районах Нигерии на территории штата Баучи (районы Баучи и Алкалери).
Согласно языковой карте, опубликованной в справочнике Ethnologue, область распространения языка гурунтум включает три изолированных друг от друга островных ареала. Первый из них, северо-западный, расположен на левом берегу реки Гонгола. На севере этот ареал граничит с ареалом западночадского языка гера, на северо-западе — с ареалом западночадского языка тала. На западе и северо-востоке северо-западный ареал языка гурунтум соседствует с ареалами бантоидных языков джаравской группы: на западе — с ареалом языка дулбу, на северо-востоке — с ареалом языка лабир. На юге расположены незаселённые территории, за которыми размещены ареалы джаравских языков банкал и дугури. Второй, северо-восточный, и третий, южный, ареалы размещены к востоку от реки Гонгола. С севера и востока к территории распространения северо-восточного ареала примыкают ареалы западночадских языков: с северо-запада — ареал языка галамбу, с северо-востока, востока и юго-востока — ареал языка хауса. На западе северо-восточный ареал языка гурунтум граничит с ареалом языка лабир. С юга к нему примыкают территории национального парка Янкари. Южный ареал гурунтум граничит на юге с областью распространения джаравского языка дугури, на севере — с территорией национального парка Янкари.
Численность говорящих на языке гурунтум, согласно данным 1988 года, составляла 10 000 человек. Согласно данным, представленным в справочнике Ethnologue, в 1993 году численность носителей гурунтум составляла около 15 000 человек. По современным оценкам сайта Joshua Project на языке гурунтум говорит до 30 000 человек (2016).

### Социолингвистические сведения
В справочнике Ethnologue язык гурунтум отнесён к вымирающим языкам. Оставшиеся носители языка — в основном пожилые люди. Среднее и младшее поколение представителей этнической общности гурунтум перешли на язык хауса. Процесс естественной передачи языка детям прекратился. По вероисповеданию гурунтум являются приверженцами традиционных верований, часть — мусульмане.

### Диалекты
В языке гурунтум выделяют диалекты доока, гар, гайяр, каракара, кууку и мбаару.